# La Colomera
La Colomera es una localidad y pedanía española perteneciente al municipio de Oropesa del Mar, en la provincia de Castellón, Comunidad Valenciana. Está situada en la parte oriental de la comarca de la Plana Alta. Cerca de esta localidad se encuentran los núcleos de Torre Bellver, Las Playetas y La Renegá.

## Demografía
Según el Instituto Nacional de Estadística de España, en el año 2021 La Colomera contaba con 131 habitantes censados, lo que representa el 1,34% de la población total del municipio.

### Evolución de la población
| Gráfica de evolución demográfica de La Colomera entre 2011 y 2021 |
|                                                                   |
| Datos según el nomenclátor publicado por el INE.                  |

## Comunicaciones
Algunas distancias entre La Colomera y otras ciudades:
| Ciudades              | Distancia (km) |
| --------------------- | -------------- |
| Oropesa del Mar       | 5              |
| Castellón de la Plana | 19             |
| Valencia              | 90             |
| Teruel                | 164            |
| Tarragona             | 168            |